# Балцатул
Балца́тул (Бальза́тул) — полонина в Українських Карпатах. Розташована в Рахівському районі Закарпатської області, на південно-західних схилах Чорногірського хребта, між вершинами Піп-Іван та Мунчел. 
Зі схилів полонини бере початок однойменна річка — Бальзатул. Полонина покрита субальпійською рослинністю (чорниця, костриця червона, мітлиця тонка, куничник пухнастий, щучник дернистий). 

## Походження назви
Слово румунського походження Балцáтул, утворилося за допомогою артикля -ул від запозиченого з південнослов'янських мов східнороманського báltă (рум.), балте (молд.) — «болото», «калюжа», «невелике озеро, непересихаюче водоймище».

## Фотографії

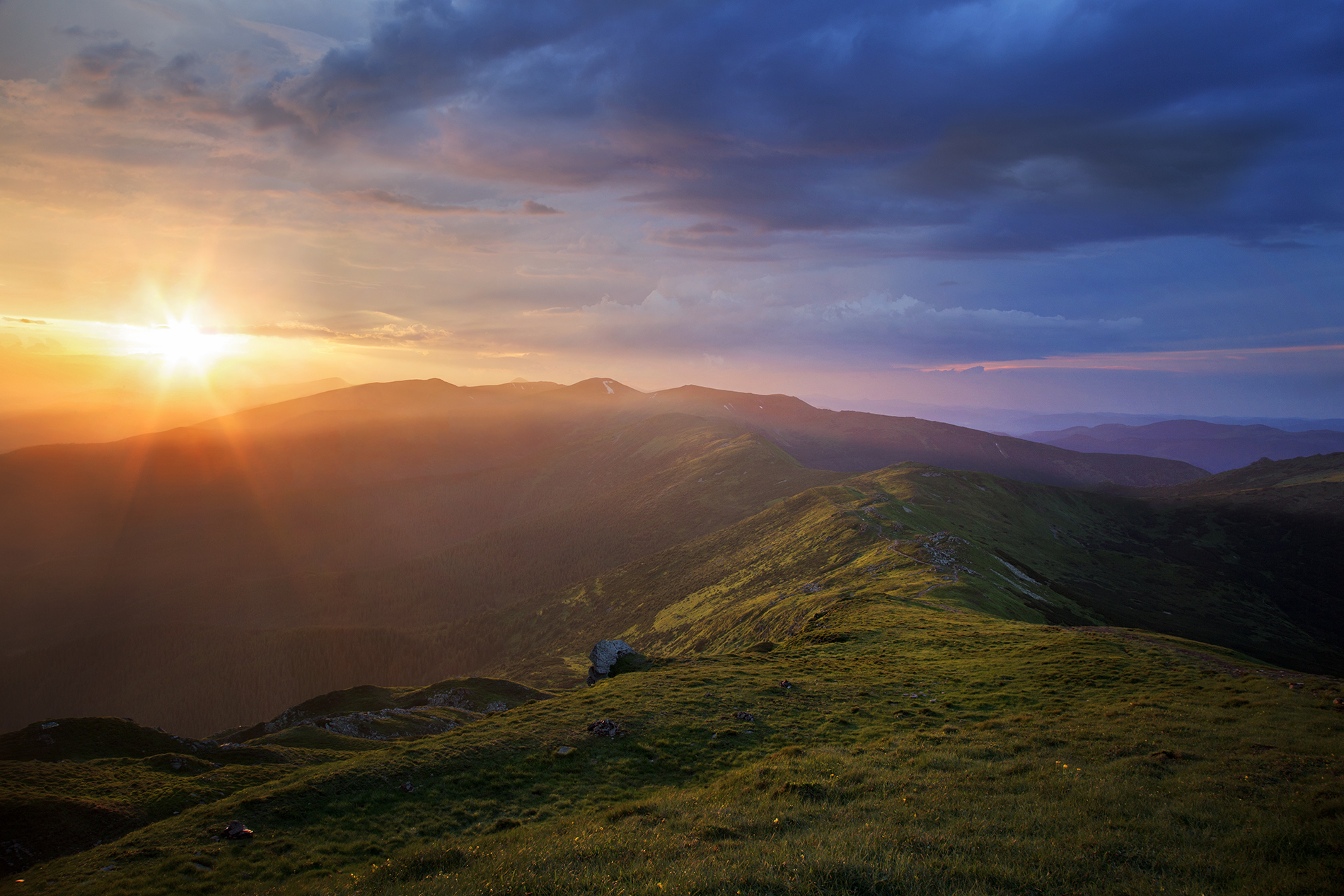
Вид на полонину з Попівана
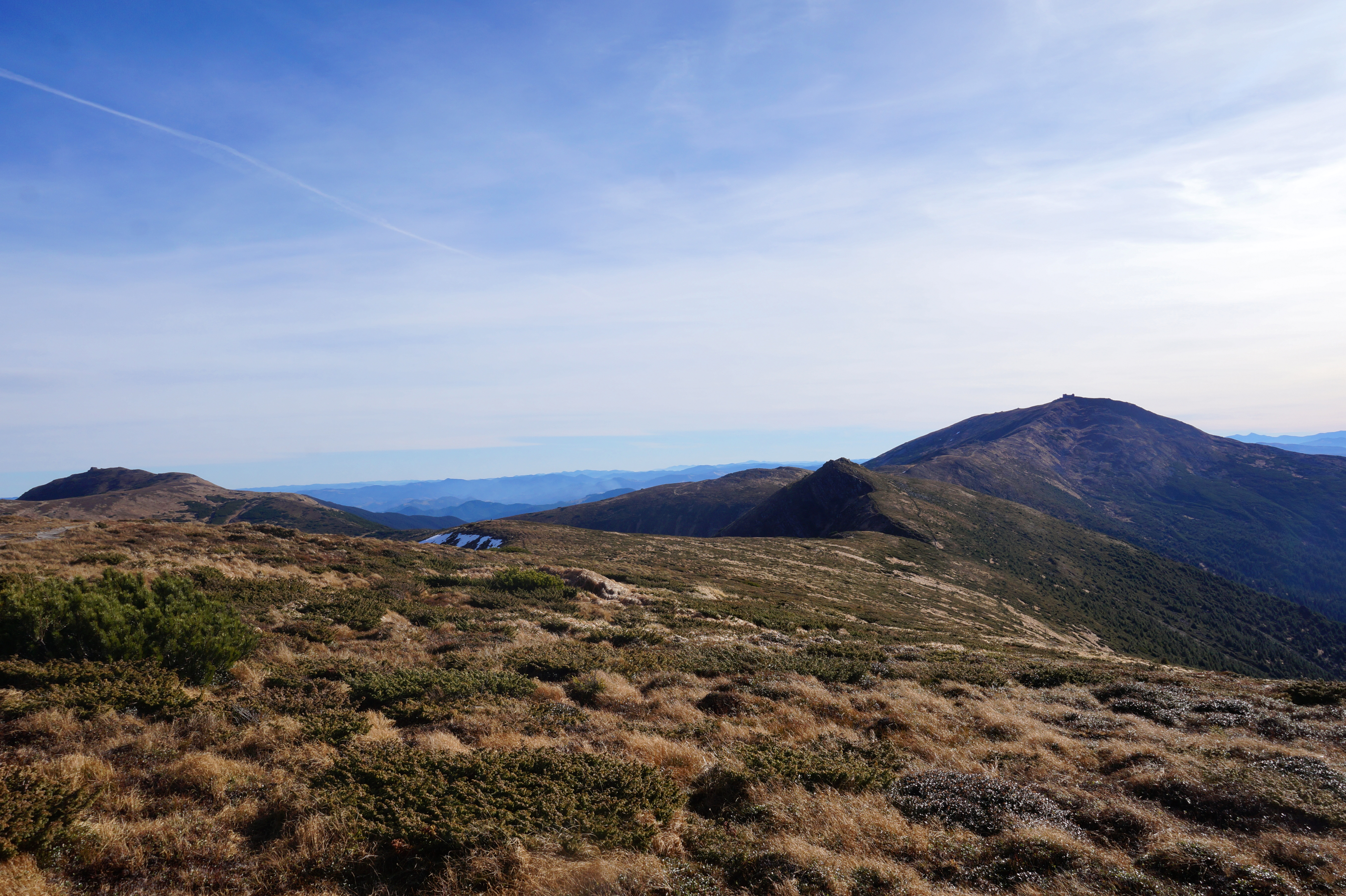
На полонині Балцатул (вдалині гора Попіван)
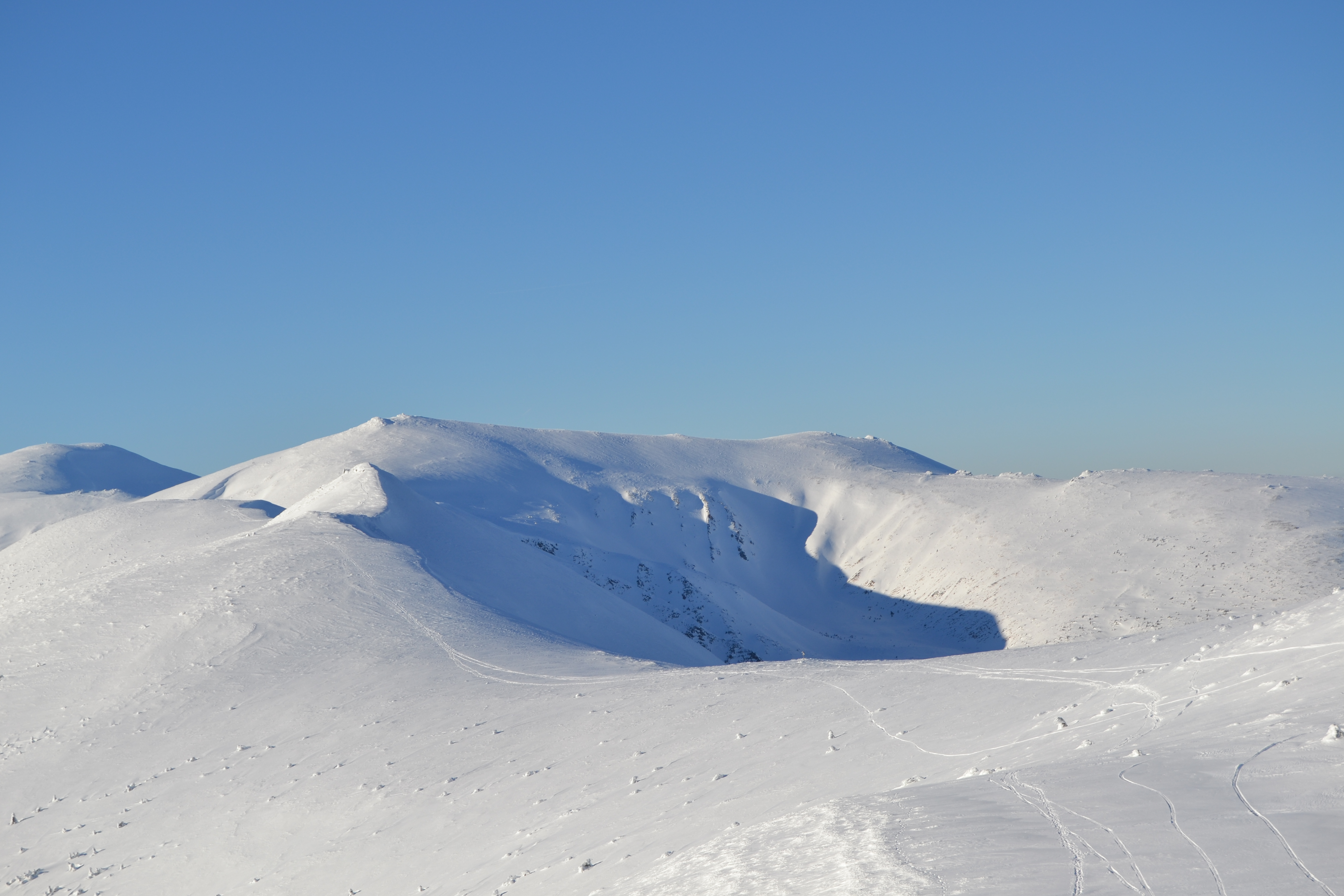
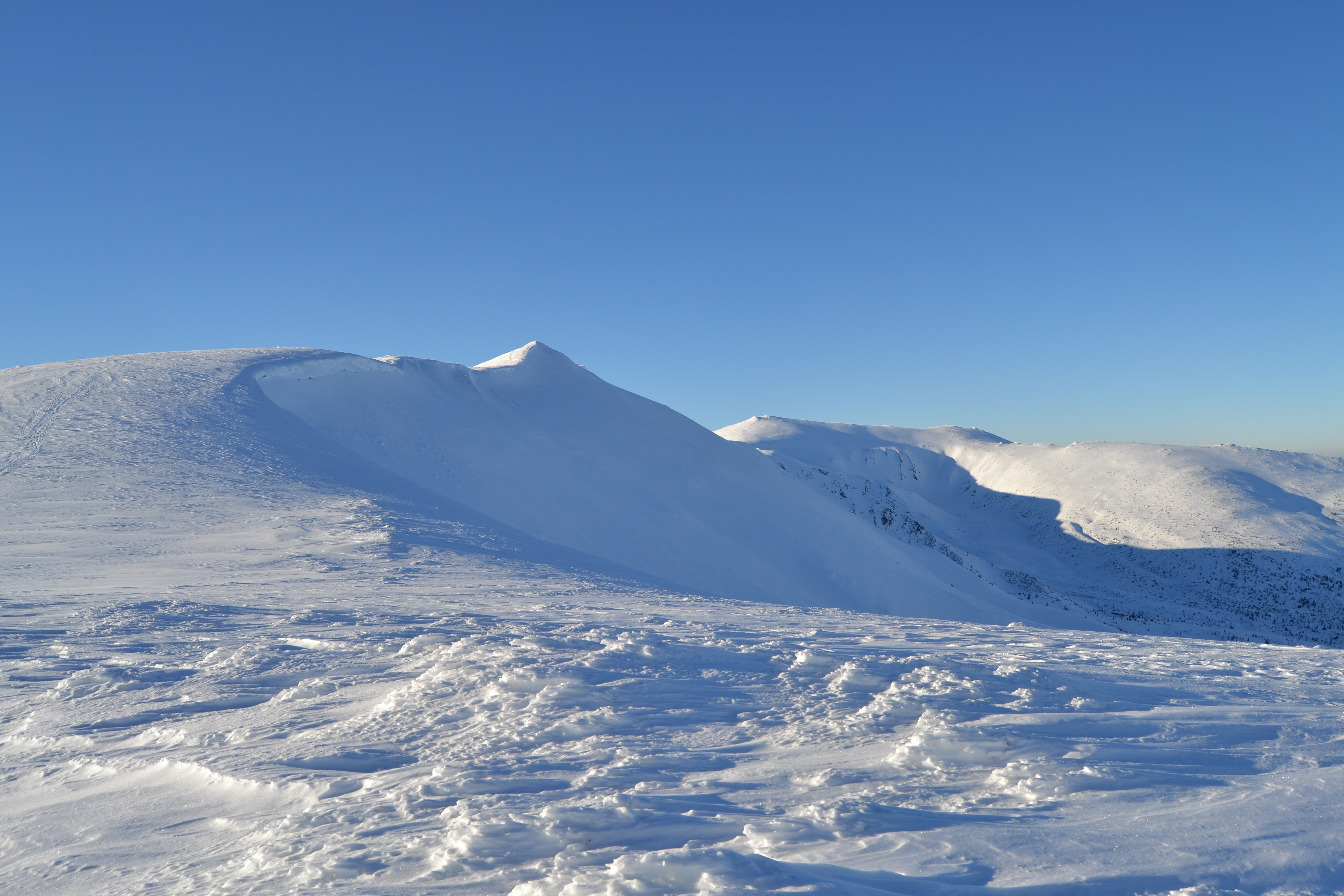